# Souchez
Pour les articles homonymes, voir Souchez (homonymie).
Souchez (prononcé [suʃe]) est une commune française située dans le département du Pas-de-Calais, en région Hauts-de-France. La commune est membre de la communauté d'agglomération de Lens-Liévin qui regroupe 36 communes et totalise 242 587 habitants en 2021.
La commune de Souchez, drainée par la Souchez, est située dans l'est du département du Pas-de-Calais, à 7 km au sud-ouest de la commune de Lens. C’est une commune de type ceinture urbaine, appartenant à l’unité urbaine de Douai-Lens, avec une population de 2 664 habitants au dernier recensement de 2022.
Entièrement détruite en 1915, lors de la deuxième bataille de l'Artois, la ville est reconstruite après la Première Guerre mondiale. Souchez est citée à l'ordre de la Nation en 1920 et reçoit la croix de guerre en 1924.

## Géographie

### Localisation
Localisée dans l'est du département du Pas-de-Calais, au cœur du pays de l'Artois, Souchez est une commune drainée par la Souchez située, à vol d'oiseau, à 7 km au sud-ouest de la commune de Lens (aire d'attraction et chef-lieu d'arrondissement).
Le territoire de la commune est limitrophe de ceux de six communes.
Les communes limitrophes sont Angres, Ablain-Saint-Nazaire, Aix-Noulette, Carency, Givenchy-en-Gohelle et Neuville-Saint-Vaast.

### Géologie et relief

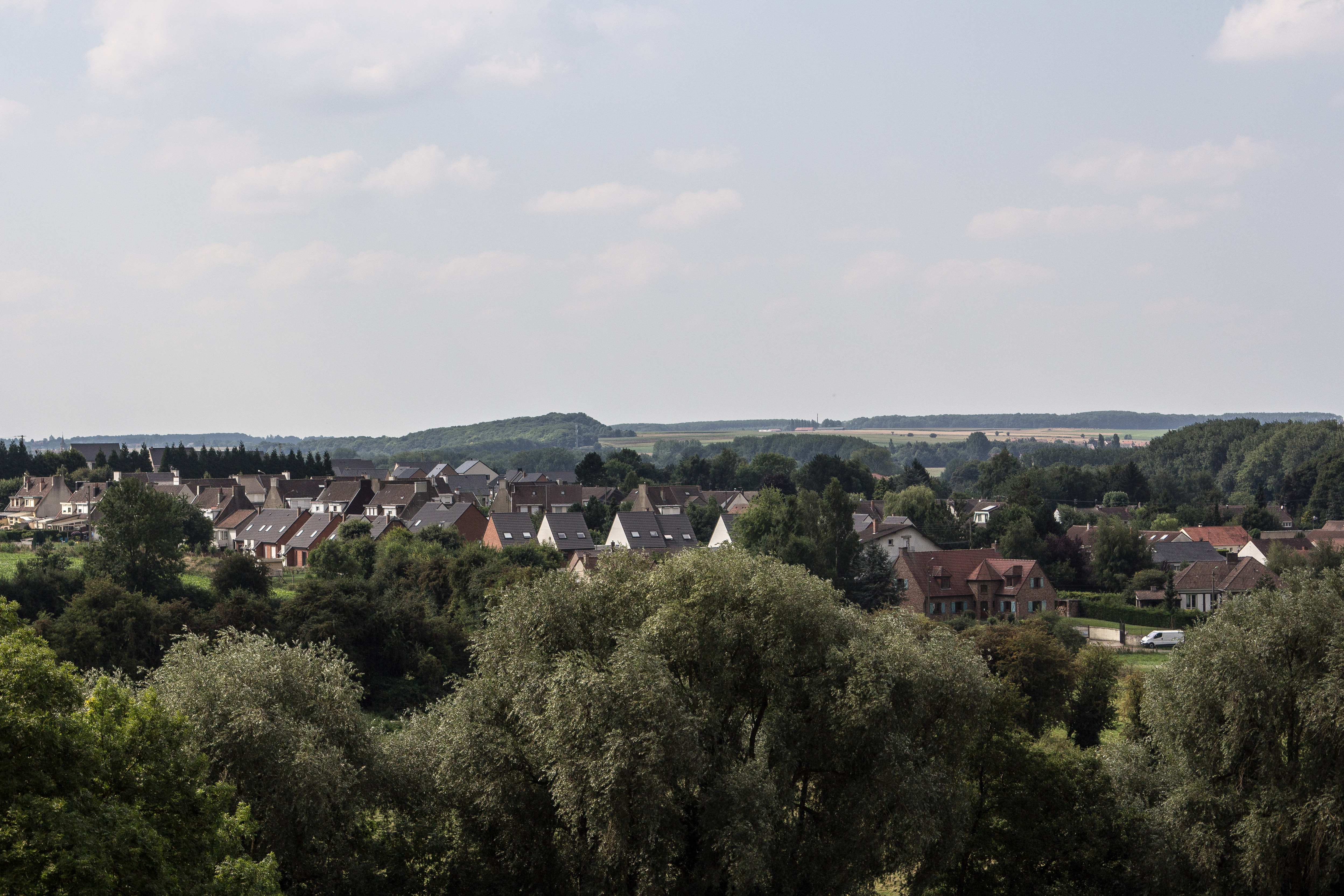
Vue de Souchez depuis la crête de Vimy. À l'arrière-plan, la colline de Notre-Dame-de-Lorette.

Souchez se situe au nord de la plaine d’Arras, au pied des collines de l'Artois. La ville est dominée au nord-est et à l'est par une ligne de collines nommée « crête de Vimy » et au nord-ouest par la colline de Notre-Dame-de-Lorette.
La superficie de la commune est de 675 hectares ; son altitude varie entre 62 et 157 mètres. L’altitude minimale est au nord-est de la commune, au niveau de la rivière Souchez lorsqu'elle quitte le territoire de la commune, et l'altitude maximale sur les hauteurs de la colline de Notre-Dame-de-Lorette.
La majeure partie des terrains affleurants de la commune sont issus de l'ère Cénozoïque (plaine de l'Artois et rives de la rivière) alors que ceux des collines sont issus de l'ère Mésozoïque (crête de Vimy et colline de Notre-Dame-de-Lorette),.
Le sol du lit et des rives de la Souchez est constitué d'alluvions récentes argileuses ou sableuses de l'époque Holocène. La plaine d'Arras, occupant toute la partie sud de la commune, est recouverte de limon argilo-sableux du Pléistocène. Les sols des collines situées à l'est et au nord-ouest de la commune sont constitués de marnes Craiecrayeuses datant du Turonien.

### Hydrographie
Le territoire de la commune est situé dans le bassin Artois-Picardie.
La rivière Souchez, qui constitue le cours amont de la Deûle, traverse le territoire de la commune du sud-ouest au nord-est.

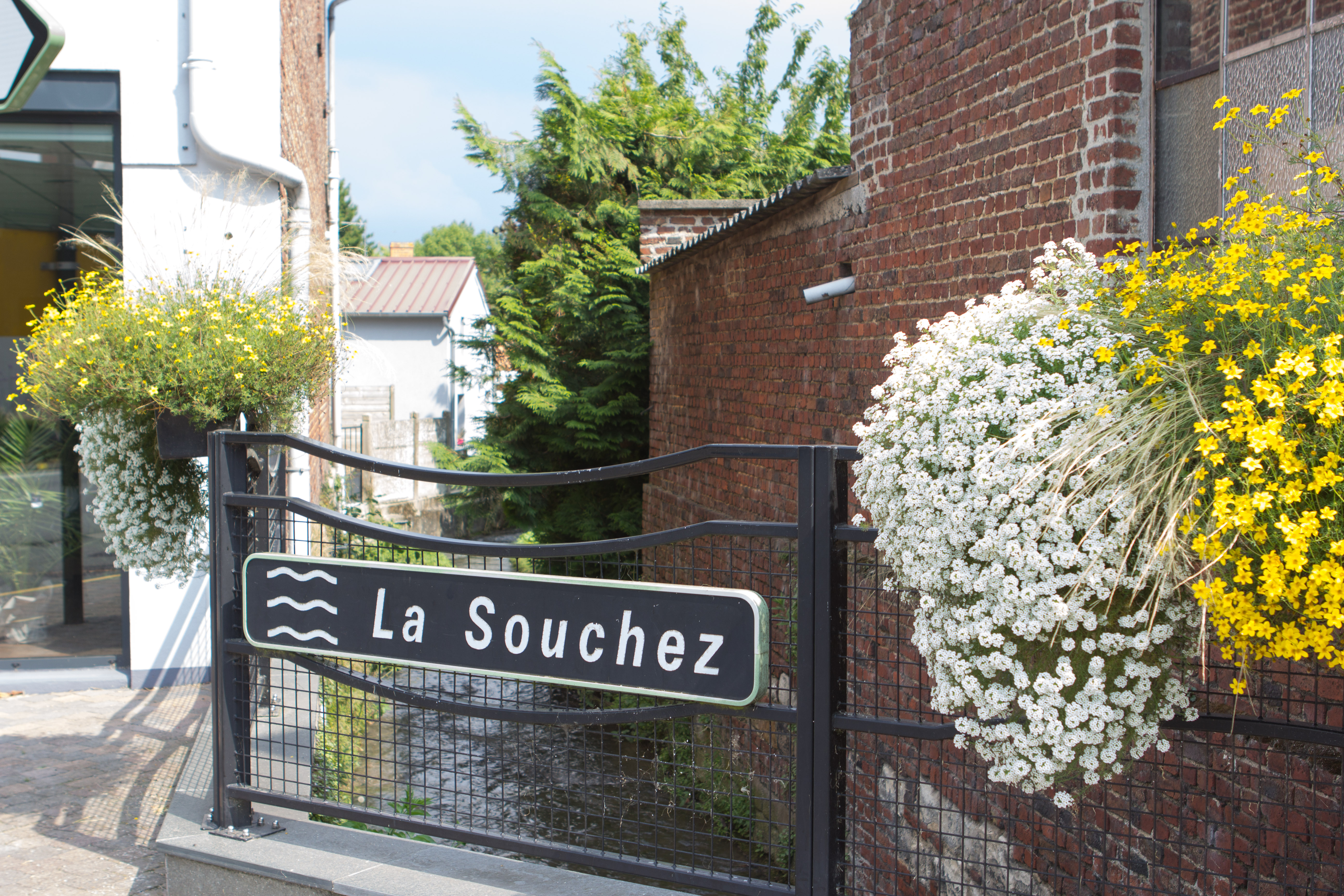
La Souchez dans le centre de la ville.
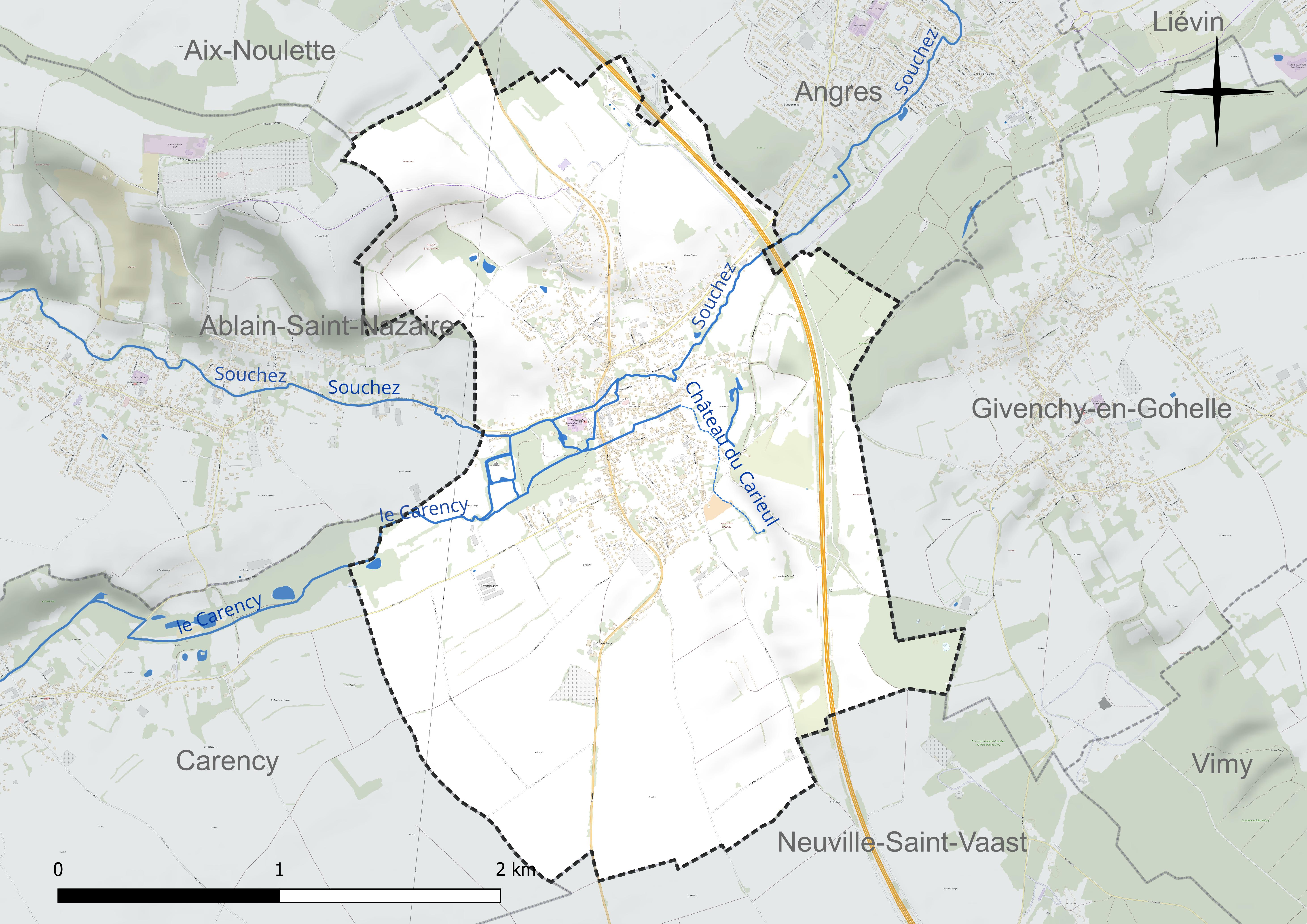
Réseau hydrographique de Souchez[Note 1].

### Climat
Pour des articles plus généraux, voir Climat des Hauts-de-France et Climat du Pas-de-Calais.
En 2010, le climat de la commune est de type climat océanique dégradé des plaines du Centre et du Nord, selon une étude du CNRS s'appuyant sur une série de données couvrant la période 1971-2000. En 2020, Météo-France publie une typologie des climats de la France métropolitaine dans laquelle la commune est exposée à un climat océanique et est dans la région climatique Nord-est du bassin Parisien, caractérisée par un ensoleillement médiocre, une pluviométrie moyenne régulièrement répartie au cours de l’année et un hiver froid (3 °C).
Pour la période 1971-2000, la température annuelle moyenne est de 10,1 °C, avec une amplitude thermique annuelle de 14,3 °C. Le cumul annuel moyen de précipitations est de 762 mm, avec 12,8 jours de précipitations en janvier et 8,5 jours en juillet. Pour la période 1991-2020, la température moyenne annuelle observée sur la station météorologique la plus proche, située sur la commune de Wancourt à 18 km à vol d'oiseau, est de 10,8 °C et le cumul annuel moyen de précipitations est de 711,4 mm,. Pour l'avenir, les paramètres climatiques de la commune estimés pour 2050 selon différents scénarios d'émission de gaz à effet de serre sont consultables sur un site dédié publié par Météo-France en novembre 2022.

### Milieux naturels et biodiversité

#### Zone naturelle d'intérêt écologique, faunistique et floristique
L’inventaire des zones naturelles d'intérêt écologique, faunistique et floristique (ZNIEFF) a pour objectif de réaliser une couverture des zones les plus intéressantes sur le plan écologique, essentiellement dans la perspective d’améliorer la connaissance du patrimoine naturel national et de fournir aux différents décideurs un outil d’aide à la prise en compte de l’environnement dans l’aménagement du territoire.
Le territoire communal comprend deux ZNIEFF de type 1 : 
- le coteau d'Ablain-St-Nazaire à Bouvigny-Boyeffles et bois de la Haie. Ce site est composé d’une mosaïque de végétations neutrophiles à calcicoles sur un relief fortement marqué par la présence de vastes coteaux crayeux du Sénonien et du Turonien au nord d’Ablain-St-Nazaire[13] ;
- la forêt domaniale de Vimy, le coteau boisé de Farbus et le bois de l’Abîme. Ce site présente de nombreux boisements et des points de vue sur la plaine de la Gohelle et le bassin minier. Plusieurs vestiges de la Première Guerre mondiale, comme les trous de bombes et les tranchées, sont encore visibles[14].

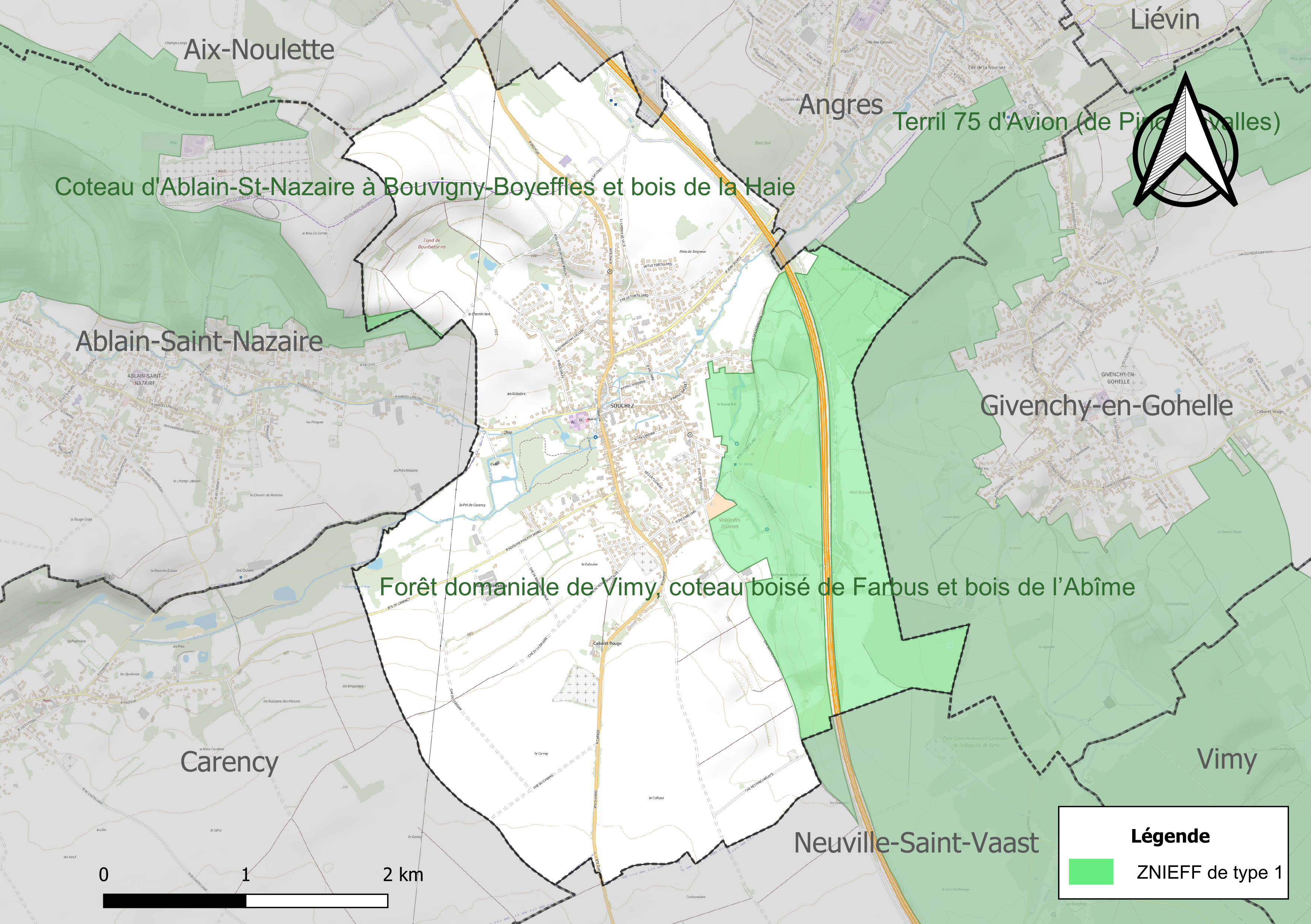
Carte des ZNIEFF sur la commune.

## Urbanisme

### Typologie
Au 1er janvier 2024, Souchez est catégorisée ceinture urbaine, selon la nouvelle grille communale de densité à sept niveaux définie par l'Insee en 2022.
Elle appartient à l'unité urbaine de Douai-Lens, une agglomération inter-départementale regroupant 67  communes, dont elle est une commune de la banlieue,,. Par ailleurs la commune fait partie de l'aire d'attraction de Lens - Liévin, dont elle est une commune de la couronne,. Cette aire, qui regroupe 50 communes, est catégorisée dans les aires de 200 000 à moins de 700 000 habitants,.

### Occupation des sols
L'occupation des sols de la commune, telle qu'elle ressort de la base de données européenne d’occupation biophysique des sols Corine Land Cover (CLC), est marquée par l'importance des territoires agricoles (80 % en 2018), en diminution par rapport à 1990 (82,2 %). La répartition détaillée en 2018 est la suivante : 
terres arables (58,6 %), prairies (15,7 %), zones urbanisées (15,6 %), zones agricoles hétérogènes (5,6 %), forêts (4,5 %). L'évolution de l’occupation des sols de la commune et de ses infrastructures peut être observée sur les différentes représentations cartographiques du territoire : la carte de Cassini (XVIIIe siècle), la carte d'état-major (1820-1866) et les cartes ou photos aériennes de l'IGN pour la période actuelle (1950 à aujourd'hui).

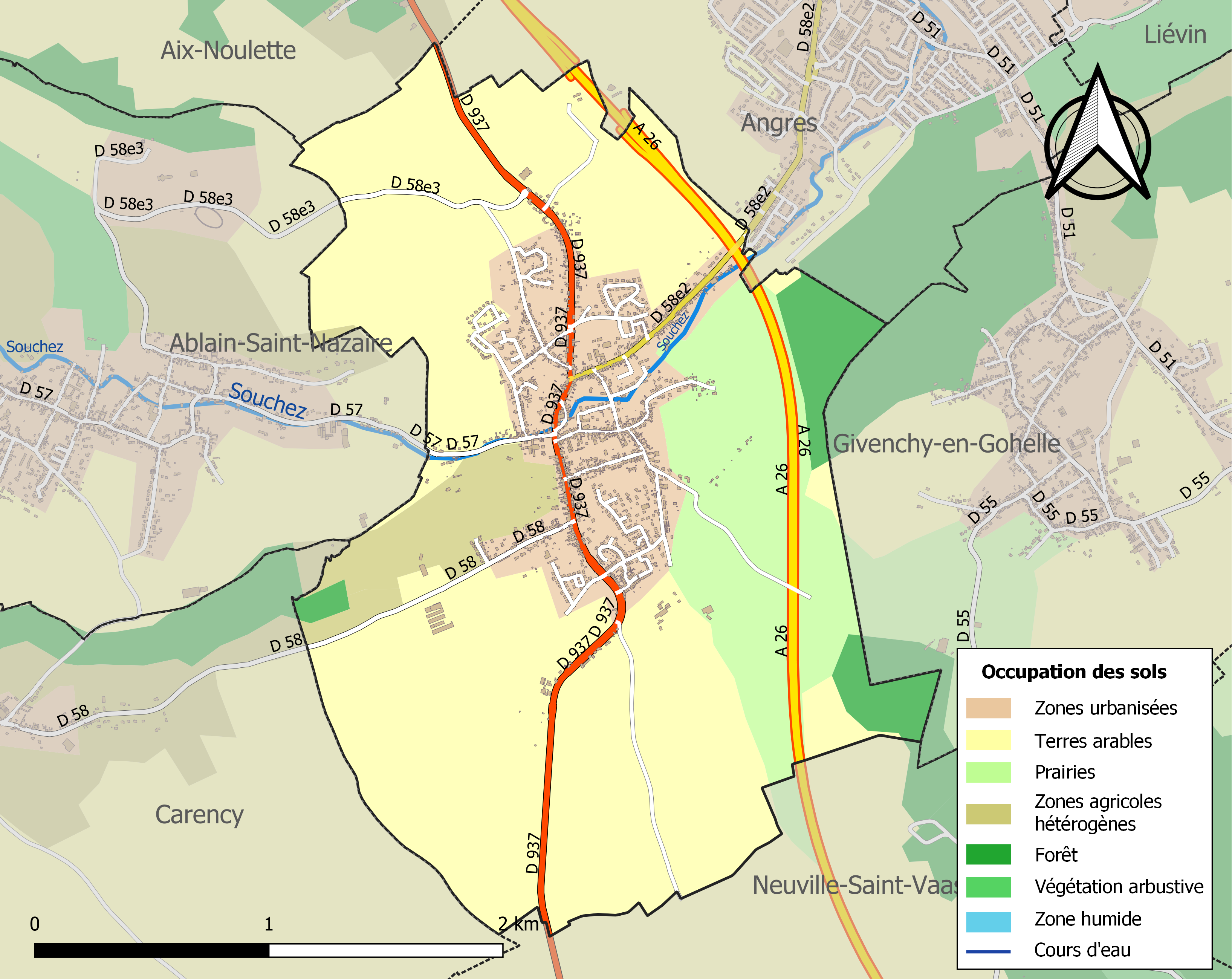
Carte des infrastructures et de l'occupation des sols de la commune en 2018 (CLC).
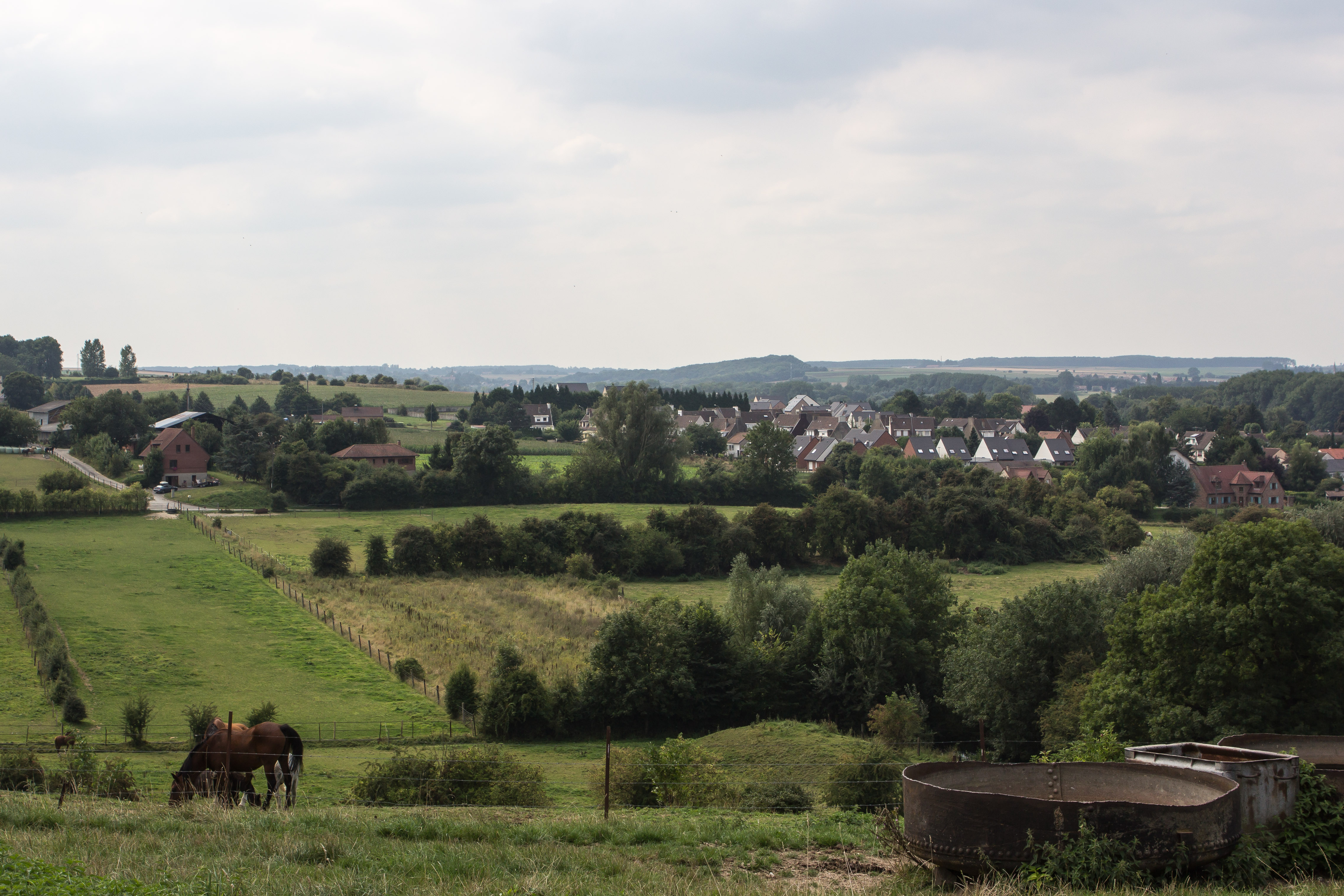
Une zone pavillonnaire à l'entrée de la ville.

### Morphologie urbaine
L'habitat est essentiellement constitué de maisons individuelles, de pavillons et de quelques immeubles d'habitation de petites hauteurs.

### Logement
En 2009, le nombre total de logements dans la commune était de 1 012, alors qu'il était de 796 en 1999.
Parmi ces logements, 95 % étaient des résidences principales (962 logements), 0,5 % des résidences secondaires (5 logements) et 4,5 % des logements vacants (46 logements). Ces logements étaient pour 89,3 % d'entre eux des maisons individuelles (904 logements) et pour 10,5 % des appartements (106 logements).
La proportion des résidences principales propriétés de leurs occupants était de 78,3 % (753 logements), alors que la proportion des logements loués étaient de 20,3 % (195 logements dont 118 logements HLM loués vides).

### Voies de communication et transports

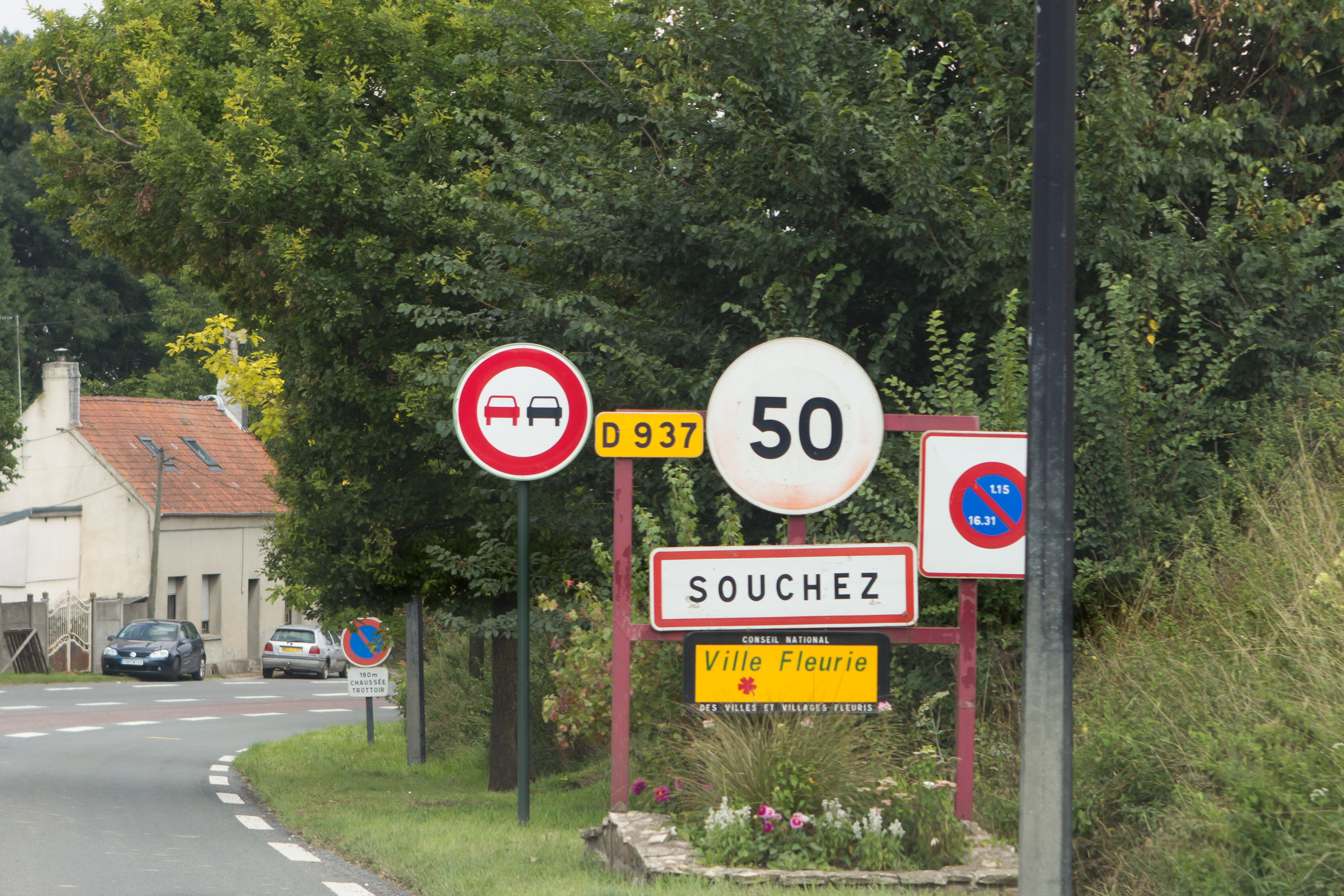
Entrée sud de Souchez par la D 937.

#### Voies routières
Souchez est desservie par l'autoroute A26 (sortie no 6.1, Liévin-Lens, située à 7 km au nord, et sortie no 7, Arras, située à 9 km au sud-est) qui traverse le territoire de la commune à l'est.
Des routes départementales relient Souchez aux communes voisines : Aix-Noulette au nord et Neuville-saint-Vaast au sud par la D 937 (ancienne route nationale 37 d'Arras à Saint-Venant), Ablain-Saint-Nazaire à l'ouest par la D 57, Carency au sud-ouest par la D 58 et Angres au nord-est par la D 58E2.

#### Transport en commun
Souchez est desservie par les bus de la ligne 57 (ligne Ablain-Saint-Nazaire ↔ Lens) du réseau de bus Tadao et par les cars de la ligne 534 (ligne Arras ↔ Liévin) du réseau interurbain du Pas-de-Calais (réseau Oscar).
La gare la plus proche est celle de Lens située à 10 km au-nord est de Souchez. La gare est desservie par les trains TER Nord-Pas-de-Calais et TGV en provenance ou à destination de Paris.
La commune était desservie, de 1895 à 1948, par la ligne de chemin de fer Lens - Frévent, une ancienne ligne de chemin de fer qui reliait les communes de Lens et de Frévent.

## Toponymie
Le nom de la localité est attesté en 540 sous le nom de Sabucetum dans le testament de saint Remi. Puis, au XIIIe siècle, sous le nom de d'Oppidulum Sabuceti. Mais aussi Villa Successi en 1088, Soces en 1104, Souces en 1119, Socez en 1213, Souches en 1259, Souchies en 1339, Souchetz en 1525 et finalement, Souchez en 1663,.

## Histoire

### Antiquité
Des vestiges d'habitations gallo-romaines témoignent de l'occupation du territoire au début de notre ère.
Le testament de l'archevêque de Reims mentionne Souchez sous le nom de Sabucetum en 540. Mais l'authenticité de ce document est réfutée par certains historiens.

### Moyen Âge
En 1213, Souchez est dévastée par les troupes du comte Ferrand de Flandre alors en guerre contre Philippe Auguste.
Le village est de nouveau détruit en 1303 par les Flamands, puis en 1380 par les Anglais au cours de la guerre de Cent Ans,.
Le territoire de Souchez comprend le domaine du Carieul. Celui-ci a donné son nom à une famille de la noblesse encore existante au XVIIIe siècle.
Souchez était également le siège d'une seigneurie.

### Époque moderne
Souchez sert de lieu de garnison à deux reprises : en 1648, pour les troupes du prince de Condé pendant la bataille de Lens, ainsi qu'en 1654 pour les troupes espagnoles durant le siège d'Arras.
Jean Guillaume Fruleux, seigneur de Souchez, demeurant au château de Souchez, bénéficie le 30 avril 1760 d'une sentence de noblesse.. Il est le fils de Louis Souchez, écuyer, seigneur d'Attecourt, secrétaire du roi démissionnaire en la chancellerie établie près du conseil d'Artois, et le petit-fils de Jean Guillaume Fruleux, mort secrétaire du roi en la même chancellerie le 16 mars 1725 à Arras, paroisse Sainte-Croix, et inhumé dans l'église des dominicains de cette ville.

#### Famille du Carieul
Le Carieul est un territoire situé sur Souchez.
- Adrien du Carieul, lieutenant de la ville et gouvernance d'Arras, seigneur de Boubers, a été fait chevalier en 1632[24].
- Guillaume du Carieul, fils d'Adrien, a toujours vécu noblement. Il a servi son roi et a eu une postérité nombreuse dont quatre fils qui servirent également[26].
- Jacques François Charles du Carieul, fils de Guillaume du Carieul, par lettres données à Marly le 16 mai 1710,  est autorisé à surmonter l'écusson de ses armes anciennes « D'argent à un sautoir de gueules », d'une couronne de cinq fleurons et à prendre pour support deux griffons de sable becqués et armés de gueules. Il est seigneur de Fiefs, Beaurains et Boubers , gentilhomme d'Artois. Il avait trois frères, tous morts à la guerre : l'un, mort à Longwy, cadet gentilhomme, le second mort à Pignerol, 2e capitaine au régiment de Famechon, le 3e sergent-major de bataille, mort au service de Philippe V, lequel lui avait accordé peu de temps avant sa mort un brevet d'une commanderie dans trois ordres : ordre de Saint-Jacques, ordre de Calatrava, ordre d'Alcantara[24].
- Adrien François Valentin du Carieul, seigneur de Fiefs, est fait marquis du Carieul par lettres données à Versailles en décembre 1762. Le marquisat regroupe différentes terres réunies pour former la terre du Carieul. Adrien François Valentin du Carieul est capitaine au régiment de Mestre-de-Camp, général des dragons. Son frère cadet est mort premier lieutenant du régiment de la marine dans la campagne de 1757 en Hanovre. Il a épousé une dame de Montebise, dont les ancêtres ont également servi leurs souverains. La famille du Carieul est alliée  à de nombreuses familles nobles. Adrien François Valentin descend d'Adrien de Carieul fait chevalier en 1632[26].

### Époque contemporaine
Au XIXe siècle, sont enterrés à Souchez deux membres de la noblesse, plus ou moins liés à la commune. Louis Ghislain Joseph Boistel (1735-1820), fils de Louis Alexandre, écuyer, et de Gabrielle du Puy, est écuyer et seigneur du Cardonnois (Le Cardonnois?). Il nait à Souchez en décembre 1735, y demeure et meurt le 14 février 1820, à 85 ans. Il est inhumé à Souchez. Il a épousé à Lille le 21 août 1775 Françoise Gabrielle Joseph Huvino (1752-1833), fille de Pierre Robert Martin Huvino, écuyer, seigneur de Bourghelles, Inchy-en-Artois, Cagnicourt, Villers-en-Artois, Meurchin, bourgeois de Lille, gentilhomme ordinaire du roi, rewart (chargé de la police) de Lille, et d'Angélique Caroline Joseph Frans. Françoise Huvino nait à Lille en mars 1752 (baptisée le 11 mars 1752) et meurt à Arras le 19 novembre 1833, à 81 ans. Le second personnage enterré à Souchez est le frère de Françoise  Gabrielle Joseph Huvino, César Louis Marie Huvino (1748-1836). Il nait à Lille en juin 1748 (baptisé le 18 juin 1748). Écuyer, il fait des études à Douai et suit les cours de théologie  à l'université de Douai. Il devient chanoine et vicaire général du diocèse d'Arras. Au moment de la Révolution française, il refuse de prêter le serment de fidélité à la Constitution (Constitution civile du clergé). En application de la loi du 26 août 1792, il est déporté en tant que prêtre réfractaire (Clergé réfractaire), et se fixe à Tournai. Après la signature du Concordat en 1801, il rentre en france  se partage entre Armentières et Souchez, auprès de son beau-frère. Il meurt le 12 mars 1836, à l'âge de 88 ans, est inhumé à Souchez.

### Première Guerre mondiale

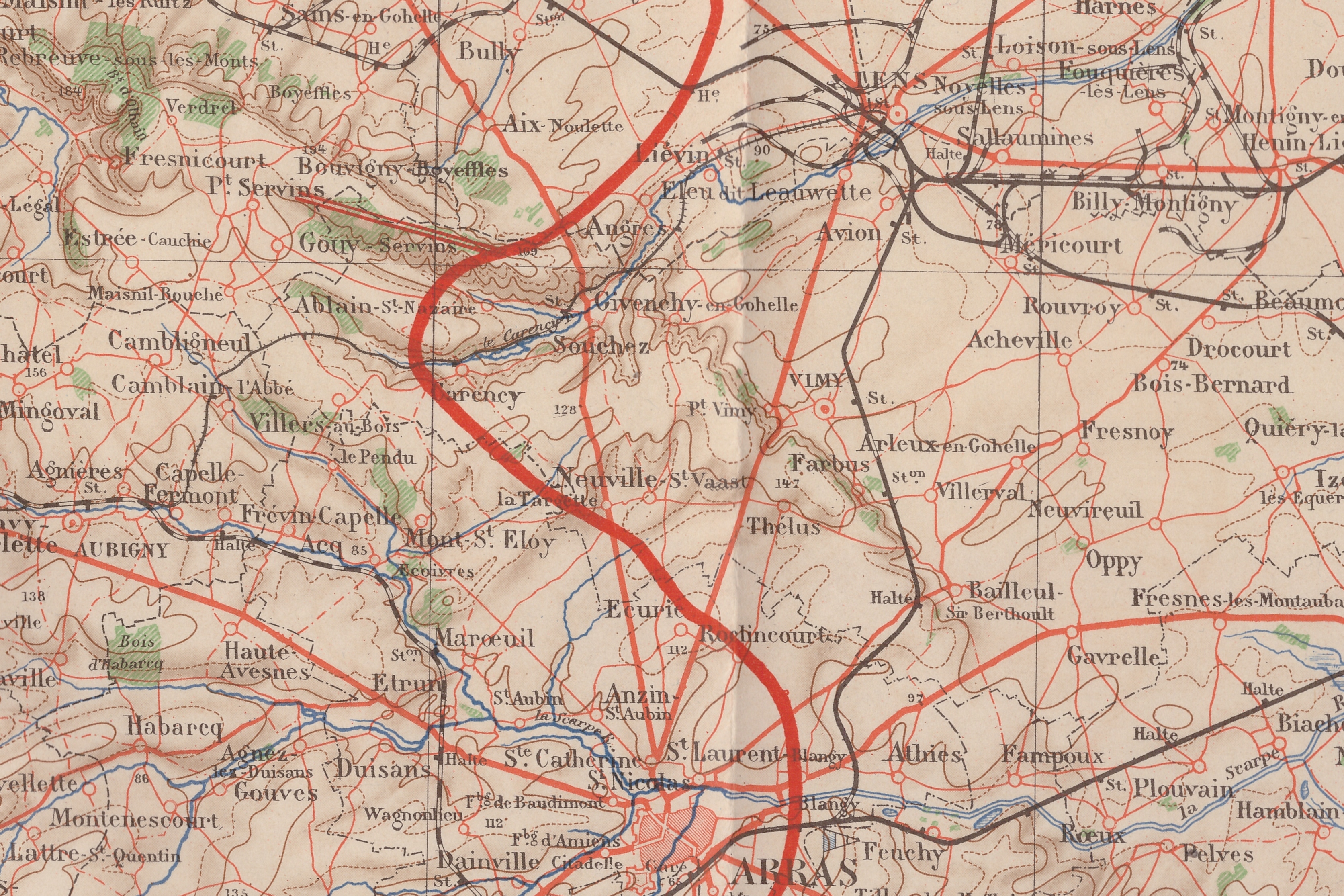
Le front de l'Artois en janvier 1915. Zone allemande à droite du trait rouge.

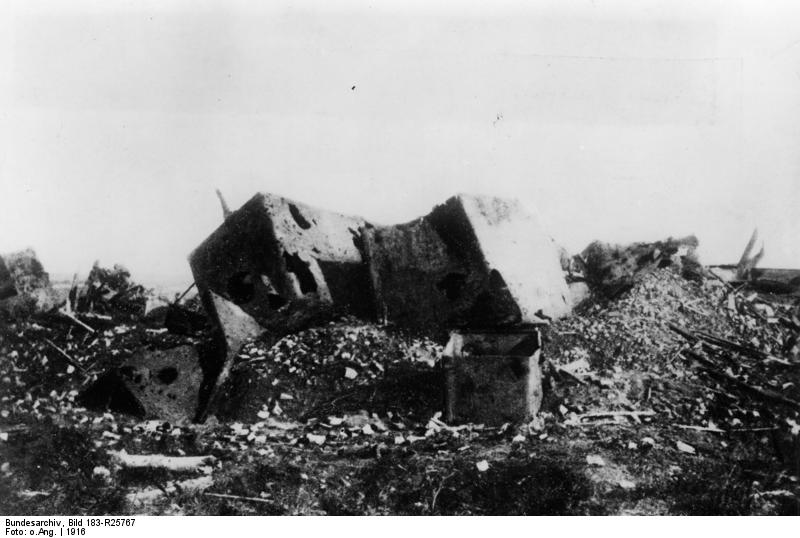
Ruines de la sucrerie de Souchez.

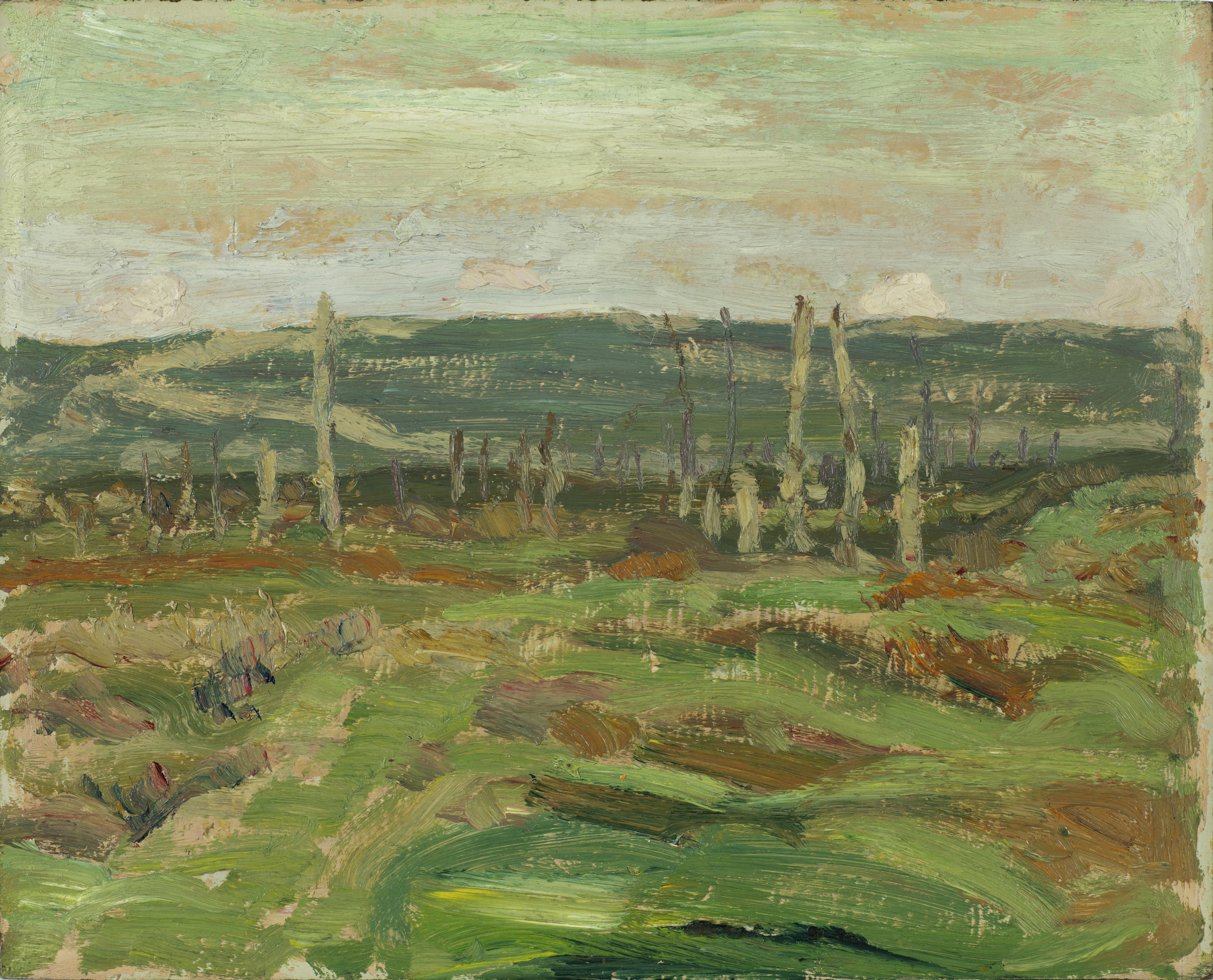
Paysage dévasté par la guerre, peint par un soldat canadien (A.Y. Jackson) en 1917.

Du fait de sa situation, entre les collines de Lorette au nord et de Vimy à l'est, Souchez est située au cœur des batailles de l'Artois de la Première Guerre mondiale.
Dès le 5 octobre 1914, les Allemands prennent possession de la colline de Lorette et occupent la base occidentale de la crête de Vimy ; Souchez est alors située zone allemande et le reste une année durant.
L'offensive des armées britanniques et françaises du printemps et de l’automne 1915, pour reprendre les hauteurs des collines, entraînent la destruction totale de la ville comme en témoigne Jean Galtier-Boissière dans son livre Un hiver à Souchez (1915-1916) :
« 
Soudain, derrière un boqueteau sinistre dont les arbres étêtés par la mitraille raturent le ciel comme une armée de grotesques manches à balais, Souchez nous apparaît... Le paysage est si hideux, si hors nature que je me demande si je ne rêve pas : c'est une vision d'infernal cauchemar, le lugubre décor de quelque conte fantastique d'Edgar Poë.
Ce ne sont pas des ruines : il n'y a plus de mur, plus de rue, plus de forme. Tout a été pulvérisé, nivelé par le pilon. Souchez n'est plus qu'une dégoûtante bouillie de bois, de pierres, d'ossements, concassés et pétris dans la boue. Comme sur la mer après un naufrage, quelques épaves gisent éparses sur un tapis de boue luisante. Ces décombres puent la mort. Lorsque Souchez cessa d'être le théâtre d'une guérilla journalière, l'eau acheva l'œuvre du feu : la petite rivière, qui certains soirs coula rouge, se révolta et, sortant de son lit, s'efforça de submerger les décombres.
Quelques flots de ruines émergent seuls de la boue ; néanmoins les obus ennemis s'acharnent à fouiller sans pitié les entrailles du bourg assassiné... »
— Jean Galtier-Boissière, Un hiver à Souchez (1915-1916)
Le chapitre XII du roman d'Henri Barbusse, Le Feu, offre une description similaire de Souchez rasé :
« 
Le village a disparu. Jamais je n’ai vu une pareille disparition de village. Ablain-Saint-Nazaire et Carency gardent encore une forme de localité, avec leurs maisons défoncées et tronquées, leurs cours comblées de plâtras et de tuiles. Ici, dans le cadre des arbres massacrés — qui nous entourent, au milieu du brouillard, d’un spectre de décor — plus rien n’a de forme : il n’y a pas même un pan de mur, de grille, de portail, qui soit dressé, et on est étonné de constater qu’à travers l’enchevêtrement de poutres, de pierres et de ferraille, sont des pavés : c’était ici, une rue !
On dirait un terrain vague et sale, marécageux, à proximité d’une ville, et sur lequel celle-ci aurait déversé pendant des années régulièrement, sans laisser de place vide, ses décombres, ses gravats, ses matériaux de démolitions et ses vieux ustensiles : une couche uniforme d’ordures et de débris parmi laquelle on plonge et l’on avance avec beaucoup de difficulté, de lenteur. Le bombardement a tellement modifié les choses qu’il a détourné le cours du ruisseau du moulin et que le ruisseau court au hasard et forme un étang sur les restes de la petite place où il y avait la croix.
 »
— Henri Barbusse, Le Feu
Le président du conseil Georges Clemenceau visite Béthune, Souchez, Ablain-Saint-Nazaire, Vimy, Roclincourt, communes non tenues par les Allemands, le 25 février 1918.
La ville est citée à l'ordre de la Nation le 10 août 1920 et reçoit la croix de guerre 1914-1918 en 1924, aujourd'hui encore visible sur le fronton de la mairie.
À la suite de la guerre, Souchez est parrainée par le quartier londonien de Kensington qui soutint la reconstruction par de nombreux dons. La place principale de Souchez porte à cet effet le nom de place Kensington et une rue environnante celle de Rice Oxley, alors maire de Kensington[réf. nécessaire].

## Politique et administration

### Découpage territorial
La commune se trouvait depuis 1801 dans l'arrondissement d'Arras du département du Pas-de-Calais. Par arrêté préfectoral du 20 décembre 2016, la commune en est détachée le 1er janvier 2017 pour intégrer l'arrondissement de Lens.

#### Commune et intercommunalités
Souchez est membre de la communauté d'agglomération de Lens-Liévin, créée en 2000..

#### Circonscriptions administratives
La commune faisait partie depuis  1801  du canton de Vimy. Dans le cadre du redécoupage cantonal de 2014 en France, la commune est désormais rattachée au canton de Bully-les-Mines.

#### Circonscriptions électorales
Pour l'élection des députés, la commune fait partie de la  deuxième circonscription du Pas-de-Calais.

### Élections municipales et communautaires
L’analyse des derniers résultats électoraux de Souchez montrent une tendance au vote à gauche des électeurs avec des victoires quasiment systématiques des candidats du parti socialiste ou du Mouvement républicain et citoyen aux élections locales et nationales.

#### Résultats des deuxièmes tours
- Élections cantonales de 2004 : 52,77 % pour Robert Mieloch (PS), 47,23 %, pour Lionel Lancry (UMP), 72,90 % de participation[I 2].
- Élections cantonales de 2011 : 70,19 % pour Bertrand Alexandre (MRC), 29,81 % pour Laurent Brice (FN), 59,34 % de participation[I 3].

#### Élections municipales
- Élections municipales de 2008[Note 6] : 75,24 % de participation, Jean-Marie Alexandre élu maire avec 1 278 voix[I 4].
- Élections municipales de 2014[Note 7] : 1 152 voix (100,00 % des exprimés) pour la liste « Souchez Passion » conduite par Jean-Marie Alexandre ; 64,60 % de participation[33].

#### Administration municipale
Le nombre d'habitants de la commune étant compris entre 2 500 et 3 499, le nombre de membres du conseil municipal est de 23.

### Autres élections

#### Élections présidentielles
Résultats des deuxièmes tours
- Élection présidentielle de 2002 : 76,32 % pour Jacques Chirac (RPR), 23,68 % pour Jean-Marie Le Pen (FN), 84,99 % de participation[I 5].
- Élection présidentielle de 2007 : 49,66 % pour Nicolas Sarkozy (UMP), 50,34 % pour Ségolène Royal (PS), 88,51 % de participation[I 6].
- Élection présidentielle de 2012 : 55,34 % pour François Hollande (PS), 44,66 % pour Nicolas Sarkozy (UMP), 83,34 % de participation[I 7].

#### Élections législatives
Résultats des deuxièmes tours 
- Élections législatives de 2002 : 51,53 % pour François Desmazière (UMP), 48,47 % pour Catherine Génisson (PS), 65,88 % de participation[I 8].
- Élections législatives de 2007 : 58,26 % pour Catherine Génisson (PS), 41,74 % pour Michel Ziolkowski (UMP), 73,41 % de participation[I 9].
- Élections législatives de 2012 : 36,75 % pour Jean-Marie Prestaux (UMP), 63,25 % pour Jacqueline Maquet (PS), 63,80 % de participation[I 10].

### Finances communales
En 2013, la commune disposait d’un budget de 2 621 000 € dont 1 880 000 € de fonctionnement et 741 000 € d’investissement, financés à 57,42 % par les impôts locaux avec des taux d’imposition fixés à 20,87 % pour la taxe d'habitation et 33,67 % et 100,39 % pour la taxe foncière sur le bâti et le non-bâti. Cette même année, la dette cumulée de la commune s’élevait à 528 000 €.

## Équipements et services publics

### Enseignement
Souchez est située dans l'académie de Lille. En 2014, la ville administre une école maternelle, l'école Onesime-Brassart, et une école élémentaire, l'école Anatole-France.
Le collège de proximité est le collège Jean-Vilar à Angres. Les lycées de proximité sont : le lycée général et professionnel Henri-Darras et le lycée des métiers du bâtiment François-Hennebique à Liévin.

### Postes et télécommunications

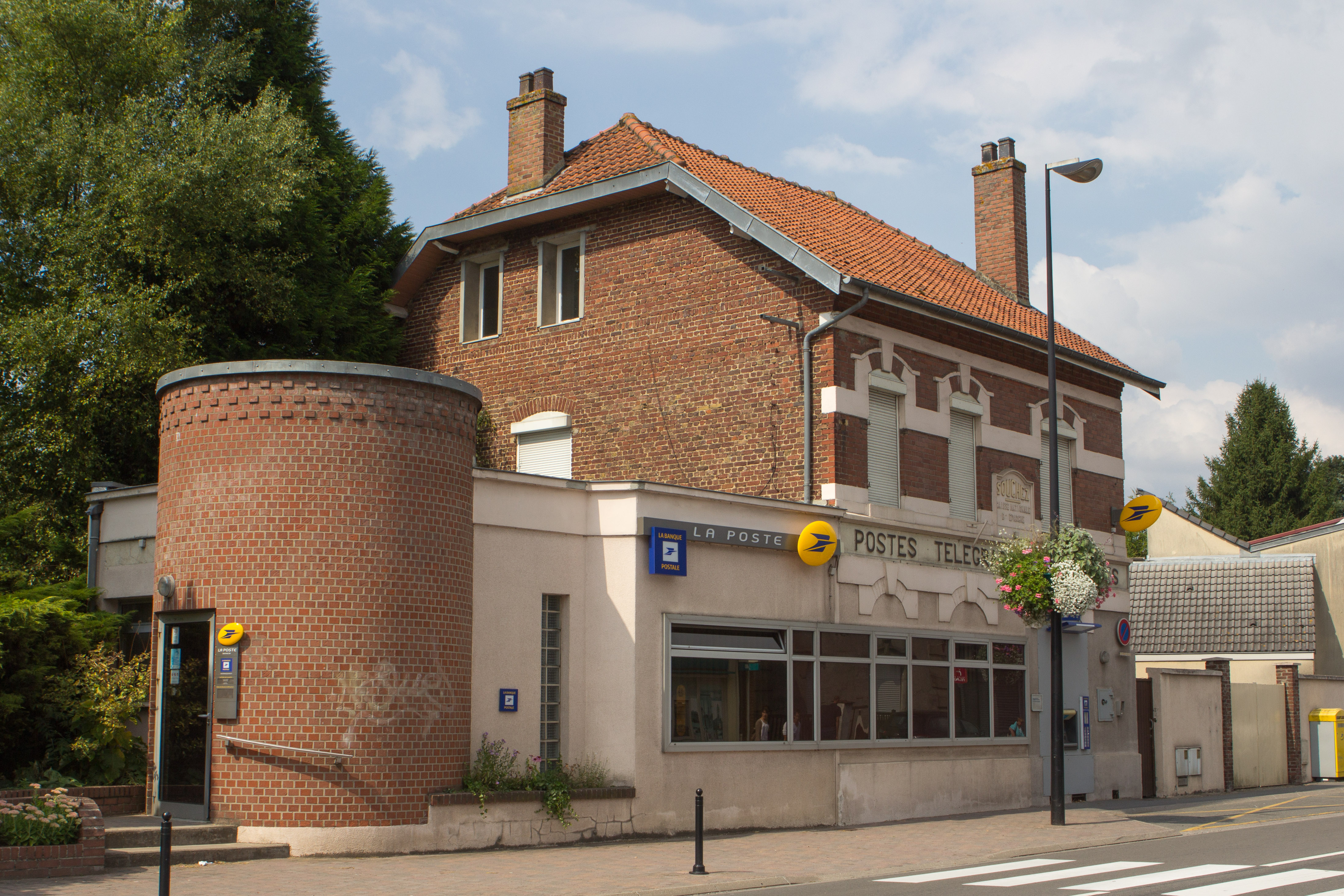
Le bureau de poste de Souchez.

La commune dispose en 2014 d’un bureau de poste.

### Santé
Aucun établissement de santé n’est implanté dans la commune. Les hôpitaux les plus proches sont ceux d'Arras et de Lens.
Trois médecins, un chirurgien-dentiste et une pharmacie sont installés dans la commune en 2014.

### Justice, sécurité, secours et défense

#### Justice
Souchez relève du conseil de prud'hommes d'Arras, de la cour administrative d'appel de Douai, de la cour d'appel de Douai, de la cour d'assises du Pas-de-Calais, du tribunal administratif de Lille,
du tribunal d'instance d'Arras, du tribunal de grande instance d'Arras,
du tribunal de commerce d'Arras et du tribunal pour enfants d'Arras.

#### Sécurité
La sécurité de la commune est assurée en 2014 par la brigade territoriale autonome de gendarmerie de Vimy,.

#### secours et défense
Le centre d'incendie et de secours (CIS) le plus proche est celui de Lièvin.

## Population et société
Les habitants sont appelés les Souchézois.

### Démographie

#### Évolution démographique
L'évolution du nombre d'habitants est connue à travers les recensements de la population effectués dans la commune depuis 1793. Pour les communes de moins de 10 000 habitants, une enquête de recensement portant sur toute la population est réalisée tous les cinq ans, les populations de référence des années intermédiaires étant quant à elles estimées par interpolation ou extrapolation. Pour la commune, le premier recensement exhaustif entrant dans le cadre du nouveau dispositif a été réalisé en 2005.

En 2022, la commune comptait 2 664 habitants, en évolution de +6,18 % par rapport à 2016 (Pas-de-Calais : −0,72 %, France hors Mayotte : +2,11 %).
| 1793 | 1800 | 1806 | 1821 | 1831 | 1836 | 1841 | 1846 | 1851 |
| ---- | ---- | ---- | ---- | ---- | ---- | ---- | ---- | ---- |
| 638  | 632  | 764  | 737  | 812  | 817  | 843  | 833  | 814  |

| 1856 | 1861 | 1866 | 1872 | 1876 | 1881 | 1886  | 1891  | 1896  |
| ---- | ---- | ---- | ---- | ---- | ---- | ----- | ----- | ----- |
| 850  | 905  | 904  | 934  | 958  | 975  | 1 031 | 1 121 | 1 231 |

| 1901  | 1906  | 1911  | 1921 | 1926 | 1931  | 1936  | 1946  | 1954  |
| ----- | ----- | ----- | ---- | ---- | ----- | ----- | ----- | ----- |
| 1 400 | 1 475 | 1 526 | 781  | 960  | 1 033 | 1 057 | 1 161 | 1 244 |

| 1962  | 1968  | 1975  | 1982  | 1990  | 1999  | 2005  | 2006  | 2010  |
| ----- | ----- | ----- | ----- | ----- | ----- | ----- | ----- | ----- |
| 1 652 | 1 800 | 1 862 | 1 872 | 2 031 | 2 176 | 2 296 | 2 291 | 2 523 |

| 2015  | 2020  | 2022  | - | - | - | - | - | - |
| ----- | ----- | ----- | - | - | - | - | - | - |
| 2 539 | 2 643 | 2 664 | - | - | - | - | - | - |

#### Pyramide des âges
En 2018, le taux de personnes d'un âge inférieur à 30 ans s'élève à 31,7 %, soit en dessous de la moyenne départementale (36,7 %). À l'inverse, le taux de personnes d'âge supérieur à 60 ans est de 28,3 % la même année, alors qu'il est de 24,9 % au niveau départemental.
En 2018, la commune comptait 1 238 hommes pour 1 307 femmes, soit un taux de 51,36 % de femmes, légèrement inférieur au taux départemental (51,50 %).
Les pyramides des âges de la commune et du département s'établissent comme suit.
| Hommes | Classe d’âge | Femmes |
| ------ | ------------ | ------ |
| 0,9    | 90 ou +      | 1,1    |
| 5,1    | 75-89 ans    | 9,3    |
| 20,0   | 60-74 ans    | 20,2   |
| 21,3   | 45-59 ans    | 20,7   |
| 19,6   | 30-44 ans    | 18,4   |
| 15,6   | 15-29 ans    | 12,1   |
| 17,6   | 0-14 ans     | 18,3   |

| Hommes | Classe d’âge | Femmes |
| ------ | ------------ | ------ |
| 0,5    | 90 ou +      | 1,6    |
| 5,6    | 75-89 ans    | 8,9    |
| 16,7   | 60-74 ans    | 18,1   |
| 20,2   | 45-59 ans    | 19,2   |
| 18,9   | 30-44 ans    | 18,1   |
| 18,2   | 15-29 ans    | 16,2   |
| 19,9   | 0-14 ans     | 17,9   |

### Manifestations culturelles et festivités
La commune dispose d'une salle des fêtes. Diverses associations participent à l'animation culturelle de la commune.
Plusieurs manifestations locales sont organisées à Souchez dont : le « Festival country » au début du mois d'août, « Il était une fois le Pas-de-Calais libéré » en septembre,, les marchés aux puces en mai et en septembre et le Marché de Noël en décembre.

### Sports et loisirs
Souchez dispose en 2014 d'une salle de sports  et d'un terrain de sport.

### Cultes
Le territoire de la commune de Souchez fait partie de la paroisse catholique « Notre-Dame des collines d'Artois » dans le secteur paroissial de Lens - Liévin du diocèse d'Arras. Le lieu de culte est l'église Saint-Nicolas.

### Médias
Le quotidien régional La Voix du Nord, dans son édition locale Arras, ainsi que l’hebdomadaire L'Avenir de l'Artois, relatent les informations locales. La ville est couverte par les programmes de France 3 Nord-Pas-de-Calais et les chaînes nationales de la TNT. Elle reçoit également la chaîne régionale Wéo.
L’information institutionnelle est assurée par plusieurs publications périodiques : L'info de l'agglo, le journal diffusé par la Communauté d'agglomération de Lens-Liévin et Mon Nord-Pas-de-Calais, bimestriel diffusé par le conseil régional du Nord-Pas-de-Calais.

## Économie

### Revenus de la population et fiscalité
En 2011, le revenu fiscal médian par ménage était de 32 559 €, ce qui plaçait Souchez au 11 443e rang parmi les 31 886 communes de plus de 49 ménages en métropole.
En 2009, 54,5 % des foyers fiscaux étaient imposables.

### Emploi
En 2009, la population âgée de 15 à 64 ans s'élevait à 1 632 personnes, parmi lesquelles on comptait 72 % d'actifs dont 65 % ayant un emploi et 7 % de chômeurs.
|                           | Nb. Personnes | Pourcentage |
| Ensemble                  | 1632          | 100,0%      |
| Actifs                    | 1176          | 72 %        |
| Actifs ayant un emploi    | 1061          | 65 %        |
| Chômeurs                  | 115           | 7 %         |
| Inactifs                  | 456           | 28 %        |
| Élèves, étudiants         | 165           | 10,10 %     |
| Retraités ou préretraités | 173           | 10,60 %     |
| Autres inactifs           | 118           | 7,20 %      |

Toujours en 2009, on comptait 401 emplois dans la zone d'emploi, contre 359 en 1999. Le nombre d'actifs ayant un emploi résidant dans la zone d'emploi étant de 1 066, l'indicateur de concentration d'emploi est de 37,6 %, ce qui signifie que la zone d'emploi offre environ un emploi pour trois habitants actifs.

### Entreprises et commerces
Au 31 décembre 2010, Souchez comptait 120 établissements : 14 dans l’agriculture-sylviculture-pêche, 7 dans l'industrie, 13 dans la construction, 60 dans le commerce-transports-services divers et 26 étaient relatifs au secteur administratif.
En 2011, 19 entreprises ont été créées à Souchez, dont 15 par des auto-entrepreneurs.
La ville dispose de nombreux commerces alimentaires et autres, des magasins d'habillement, des restaurants, des banques, des agences d'assurances, des agences immobilières, des salons de coiffure, une pharmacie et de nombreux artisans.

## Culture locale et patrimoine

### Lieux et monuments
La commune compte un lieu répertorié à l'inventaire général du patrimoine culturel et un objet répertorié à l'inventaire des monuments historiques :
- le jardin du cimetière militaire de Lorette[70] ;
- le bénitier en pierre, daté de 1765, situé dans l'église Saint-Aignan, classé au titre objet depuis le 18 mai 1908[71].

On peut également citer :

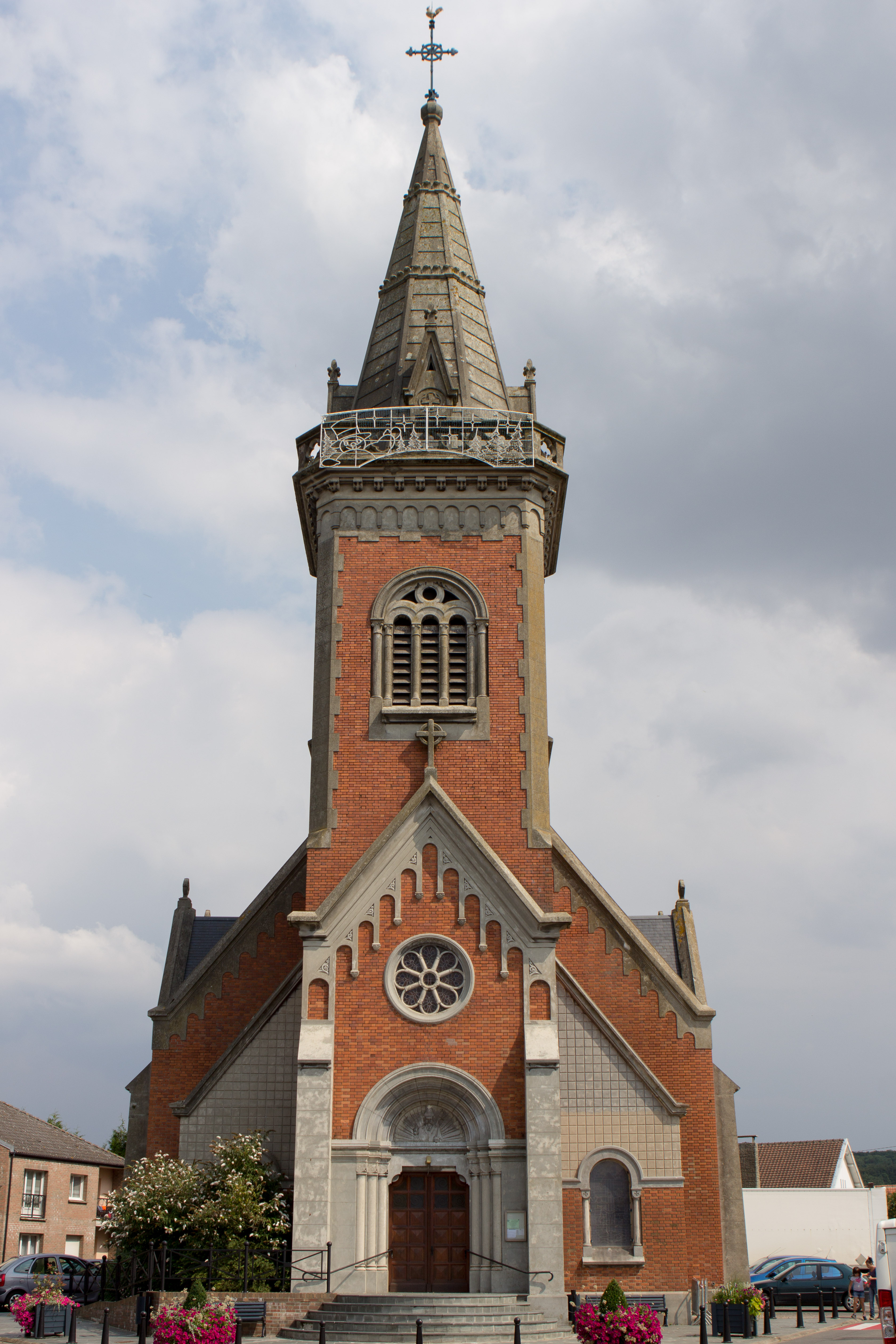
L'église Saint-Nicolas.

- Le socle de la croix de grès, datant du Moyen Âge, partiellement détruite pendant la Première Guerre mondiale et exhumée lors de la reconstruction de la ville[72] ;
- l'église Saint-Nicolas, détruite au cours de la Première Guerre mondiale et reconstruite entre 1928 et 1931[M 7] ;
- le cimetière militaire du Commonwealth Zouave Valley Cemetery, au pied de la crête de Vimy, du nom d'un régiment de zouaves de l'armée française qui prirent pied sur la crête en mai 1915, regroupe les tombes de 250 soldats[28],[73] ;
- le cimetière militaire du Cabaret-Rouge, du nom d'un cabaret qui existait à l'entrée sud de Souchez avant la guerre, regroupe 7 665 tombes de soldats britanniques[72],[28],[74] ;
- le cimetière canadien de Givenchy-en-Gohelle, situé sur le territoire de la commune de Souchez, sur le versant ouest de la crête de Vimy, regroupe les tombes de 109 soldats canadiens[75] ;
- le monument aux morts, sur la place de la mairie[76] ;
- Le mémorial départemental aux morts d'Afrique du Nord[77] ;
- le monument à la mémoire du général Barbot, mort à Souchez le 10 mai 1915[72],[28],[78] ;
- Le Centre européen de la Paix, situé au pied de la nécropole nationale de Notre-Dame-de-Lorette, contient une collection d’objets de la Première Guerre mondiale, propose des expositions et présente des films constitués d’images d’archive qui retrace les grandes étapes du conflit.

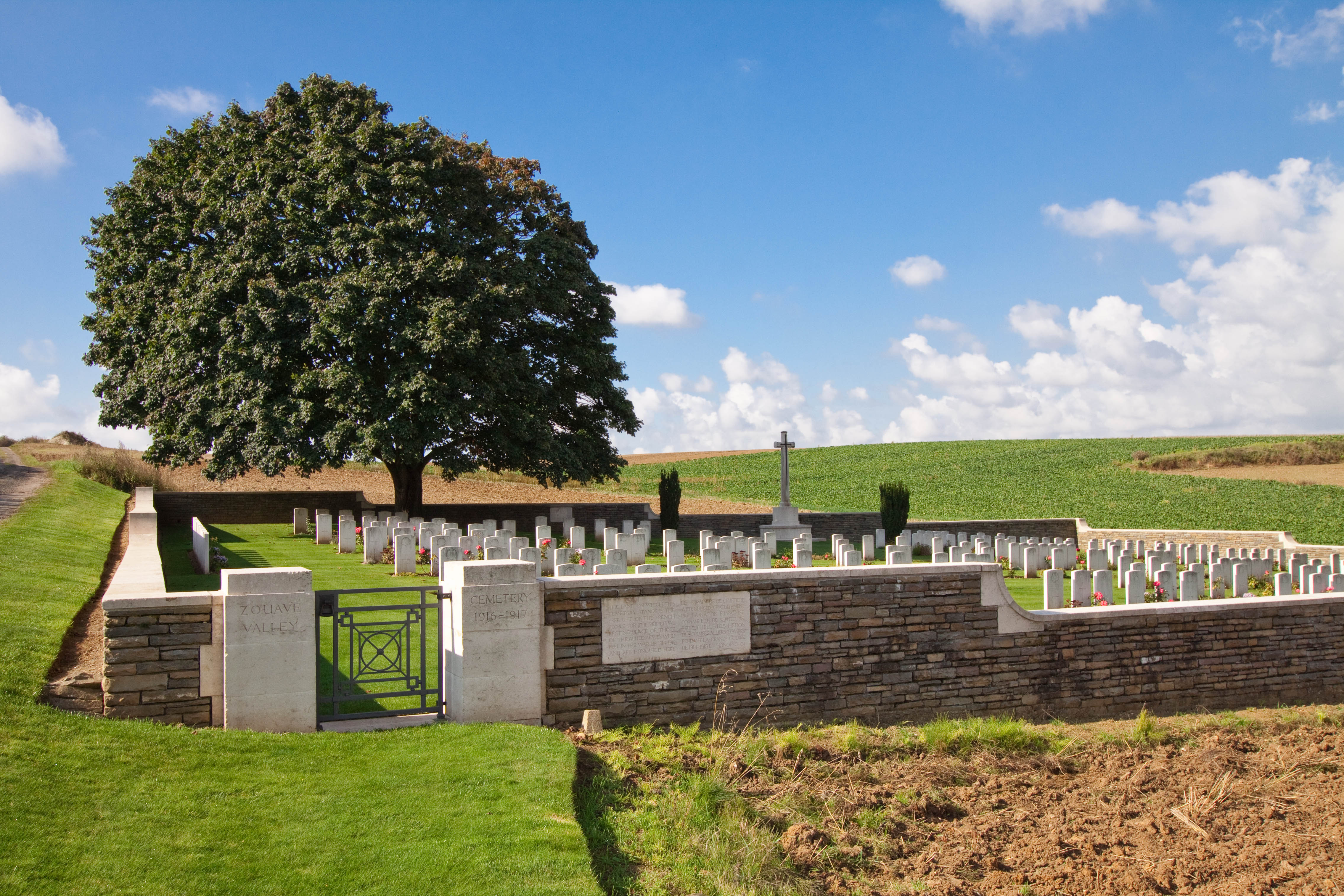
Zouave Valley Cemetery.
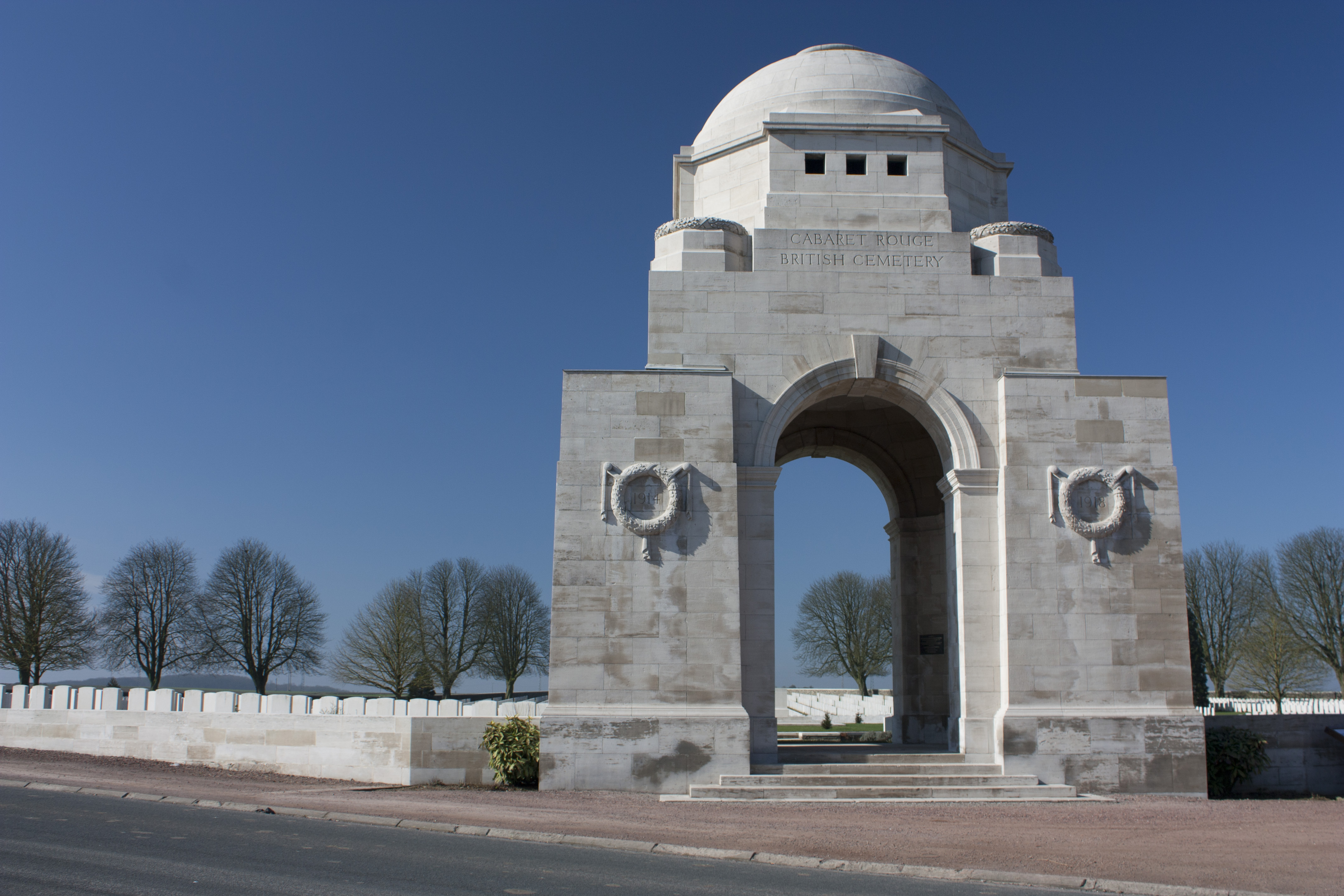
Cabaret-Rouge British Cemetery.
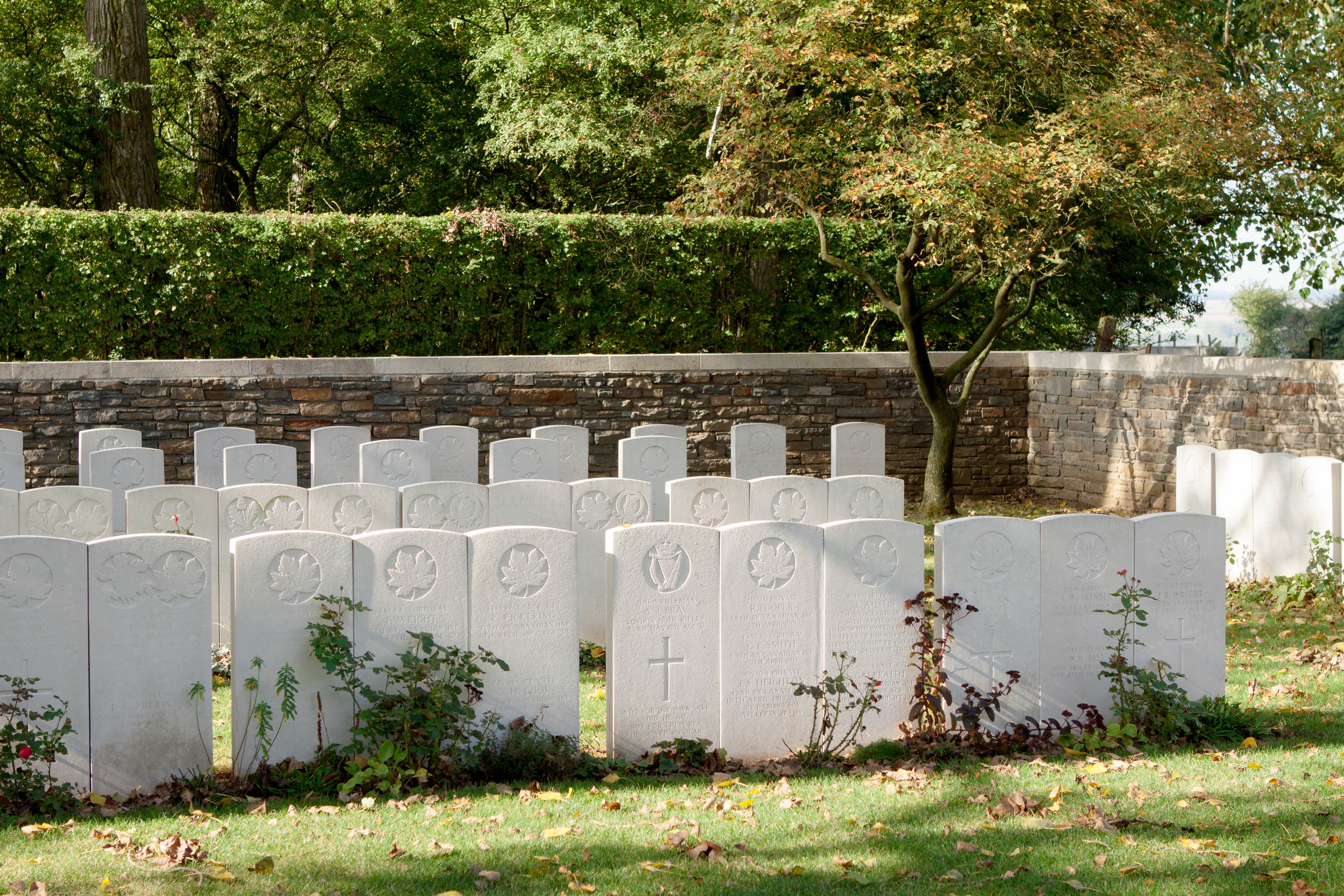
Givenchy-en-Gohelle Canadian Cemetery.
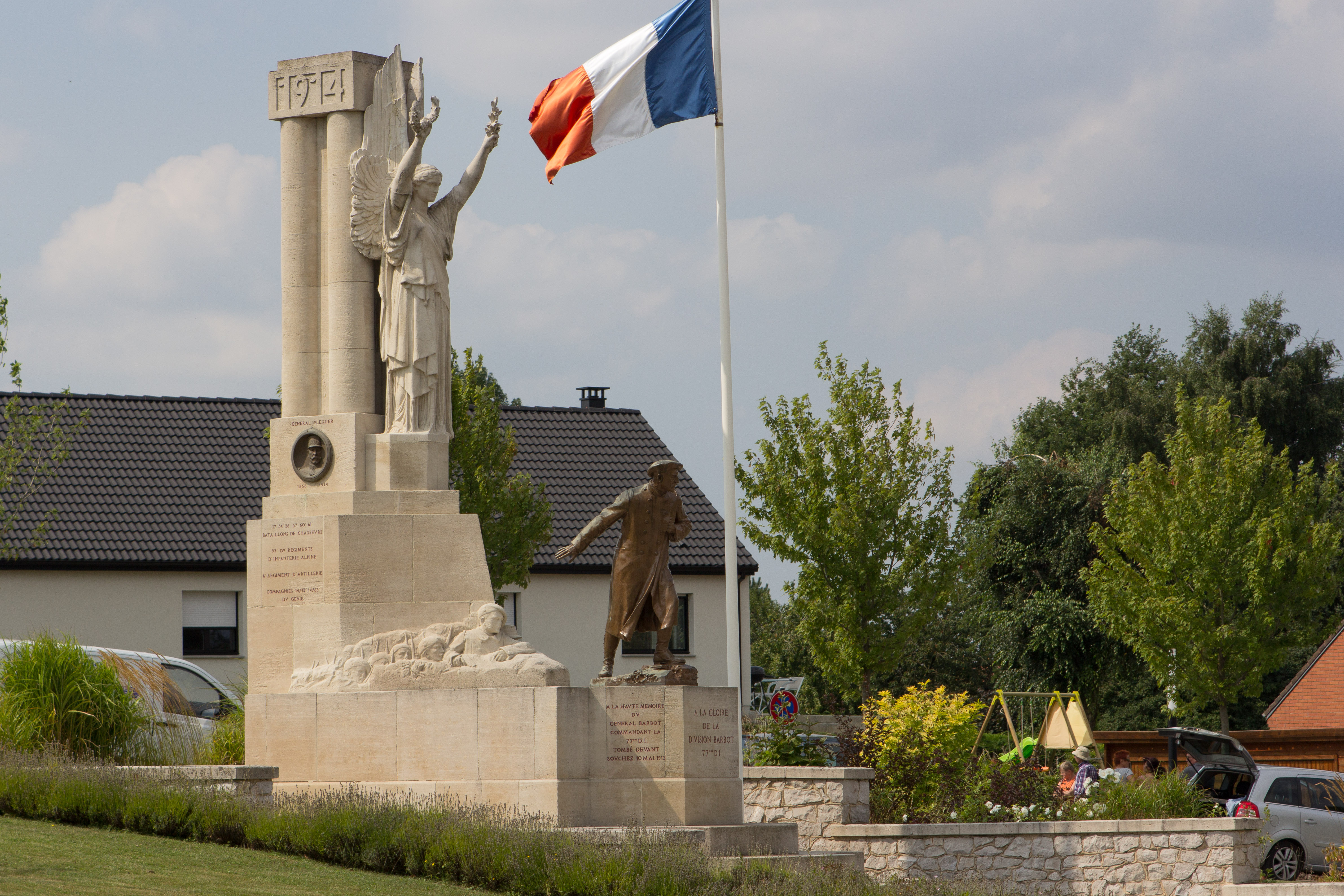
Monument à la mémoire du général Barbot.
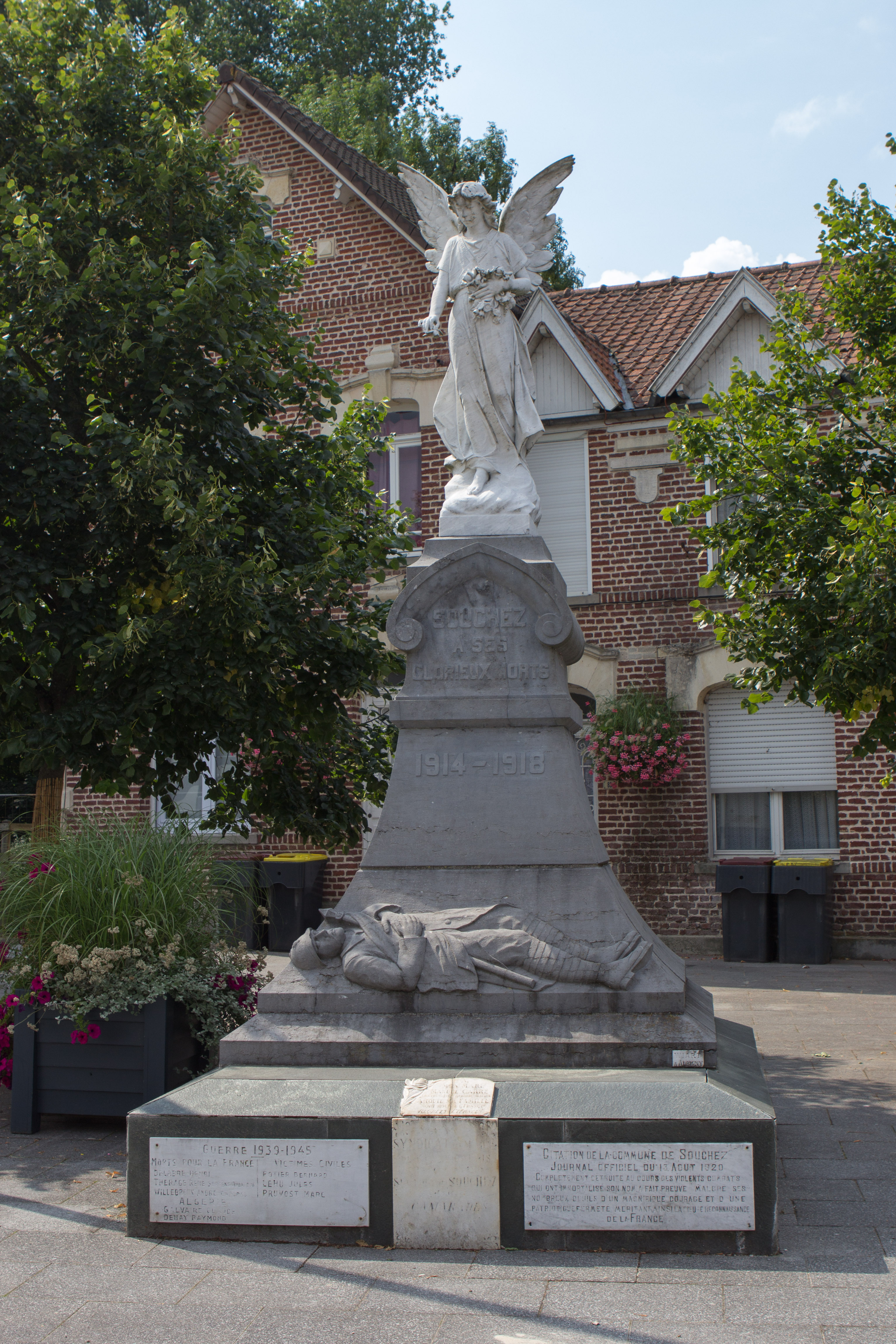
Le monument aux morts.

### Personnalités liées à la commune
- Émile Coquibus (1874-1915), officier de l'armée française et photographe, mort dans la commune.
- Georges Audibert (1885-1915), juriste et écrivain français, mort dans la commune.
- Joseph Caulle (1885-1915), champion français d'athlétisme, mort dans la commune.
- Julien Denis (1886-1914), footballeur français, mort dans la commune.
- Gaston Gravier (1886-1915) géographe spécialiste de la Serbie, inscrit au Panthéon parmi les 560 écrivains morts pour la France.
- Isaïe Lampin dit Floréal (pcd) (1927-2007), mineur et poète picard, né à Souchez et y vécut ;
- Jean-Marie Alexandre (1946-), instituteur et homme politique français, né dans la commune.

### Patrimoine culturel
Lens' 14 - 18 Centre d'Histoire Guerre et Paix, le centre d'interprétation dédié aux événements de la Première Guerre mondiale en Artois et en Flandres française, est établi à Souchez. Ce musée gratuit, ouvert depuis le 9 juin 2015, présente les événements de la Grande Guerre grâce à des photographies parfois inédites, des films d'archives ou encore des cartes dynamiques.
Souchez dispose d'une médiathèque.

### Souchez dans les arts et la culture
- Dans son livre un hiver à Souchez, l'écrivain Jean Galtier-Boissière décrit le quotidien des soldats de la Première Guerre mondiale sur le front de l'Artois dans les tranchées de Souchez[79] ;
- Le nom de la commune est utilisé pour la dénomination d'une aire de service de l'autoroute A26 au nord-est de son territoire[80].

### Héraldique
|  | Les armes de la commune se blasonnent ainsi : d'azur au chevron d'or accompagné de trois têtes de loup arrachées du même, lampassées de gueules, les deux du chef affrontées. |

## Pour approfondir